# Tigist Moreda
Tigist Moreda, née en 1968, est une athlète éthiopienne.

## Carrière
Tigist Moreda remporte la médaille de bronze du 3 000 mètres aux Championnats d'Afrique d'athlétisme 1988 à Annaba, la médaille d'argent du 10 000 mètres aux Championnats d'Afrique d'athlétisme 1989 à Lagos et la médaille de bronze du 10 000 mètres aux Championnats d'Afrique d'athlétisme 1990 au Caire ainsi qu'aux Jeux africains de 1991 au Caire. Elle termine 18e du 10 000 mètres féminin aux Jeux olympiques d'été de 1992 à Barcelone.